# Pakosław (Rawicz)
Pour les articles homonymes, voir Pakosław.
Pakosław (prononciation : [paˈkɔswaf]) est un village de Pologne, situé dans la voïvodie de Grande-Pologne. Elle est le chef-lieu de la gmina de Pakosław, dans le powiat de Rawicz.
Il se situe à 14 kilomètres à l'est de Rawicz (siège du powiat) et à 88 kilomètres au sud de Poznań (capitale régionale).

## Histoire
Pakosław fait partie de 1815 à 1887 de l'arrondissement de Kröben puis jusqu'en 1920, de l'arrondissement de Rawitsch, dans le district de Posen de la province de Posnanie.
De 1975 à 1998, Pakosław faisait partie du territoire de la voïvodie de Leszno.

Depuis 1999, le village fait partie du territoire de la voïvodie de Grande-Pologne.